# Mariusz Dzierżawski
Mariusz Andrzej Dzierżawski (ur. 11 marca 1956 w Cieszynie) – polski działacz społeczny, polityk, przedsiębiorca i samorządowiec. Były prezes Stronnictwa Polityki Realnej, wcześniej wiceprezes Unii Polityki Realnej. W drugiej połowie lat 90. XX w. działał w Warszawskim Komitecie Walki z Pornografią. Działacz ruchu antyaborcyjnego. Założyciel Fundacji Pro – prawo do życia.

## Działalność polityczna
W 1991 wstąpił do UPR, z jej ramienia kandydował wówczas do Senatu. W 1993 był przewodniczącym Rady Miejskiej w Konstancinie-Jeziornie. W wyborach parlamentarnych w 1993 bez powodzenia ubiegał się o mandat poselski z listy UPR w okręgu podwarszawskim. Do 1995 był wiceprezesem tej partii. W styczniu 1996 w wyniku rozłamu w Unii Polityki Realnej stanął na czele nowej formacji Stronnictwo Polityki Realnej, która zakończyła działalność pod koniec lat 90. W 1997 ponownie kandydował do Senatu. W wyborach samorządowych w 1998 bezskutecznie ubiegał się o mandat radnego sejmiku mazowieckiego z listy Akcji Wyborczej Solidarność. W latach 2002–2006 ponownie był przewodniczącym rady Konstancina-Jeziorny (mandat uzyskał z listy komitetu Prawo-Obywatel-Sprawiedliwość), nie ubiegał się o reelekcję. W 2014 był kandydatem na prezydenta Warszawy z ramienia komitetu Warszawa dla Rodziny (jego częścią był m.in. Ruch Narodowy, z UPR w składzie), otrzymując około 1,5% głosów w pierwszej turze.

## Działalność społeczna
Organizator kampanii antyaborcyjnych Fundacji Pro, między innymi wystawy „Wybierz Życie” eksponowanej w ponad 300 miejscowościach w Polsce, licznych pikiet antyaborcyjnych i społecznych akcji ustawodawczych na rzecz zakazu aborcji. Pełnomocnik Komitetu Inicjatywy Ustawodawczej „Stop aborcji”. Akcje Fundacji wywołują mocny sprzeciw zwolenników aborcji i mobilizację jej przeciwników. W 2011 projekt ustawy antyaborcyjnej (Dzierżawski stał na czele komitetu popierającego projekt) uzyskał ponad 450 000 podpisów poparcia.
Dzierżawski był zatrzymany przez policję podczas Przystanku Woodstock 2012, jednak sąd oddalił skierowane pod jego adresem zarzuty, a Dzierżawski złożył skargę na bezpodstawne zatrzymanie.
Za „konsekwentne uświadamianie społeczeństwu konieczności ochrony życia nienarodzonych dzieci” w czerwcu 2013 został nominowany do nagrody Kongresu Mediów Niezależnych.
W lipcu 2013 jako zastępca pełnomocnika Komitetu Inicjatywy Ustawodawczej „Stop aborcji” podkreślił, że dzieci obciążone wadami genetycznymi mają taką samą godność jak każdy inny człowiek. „Żadna choroba nie upoważnia do zabicia człowieka”.